# Philippe Vidal

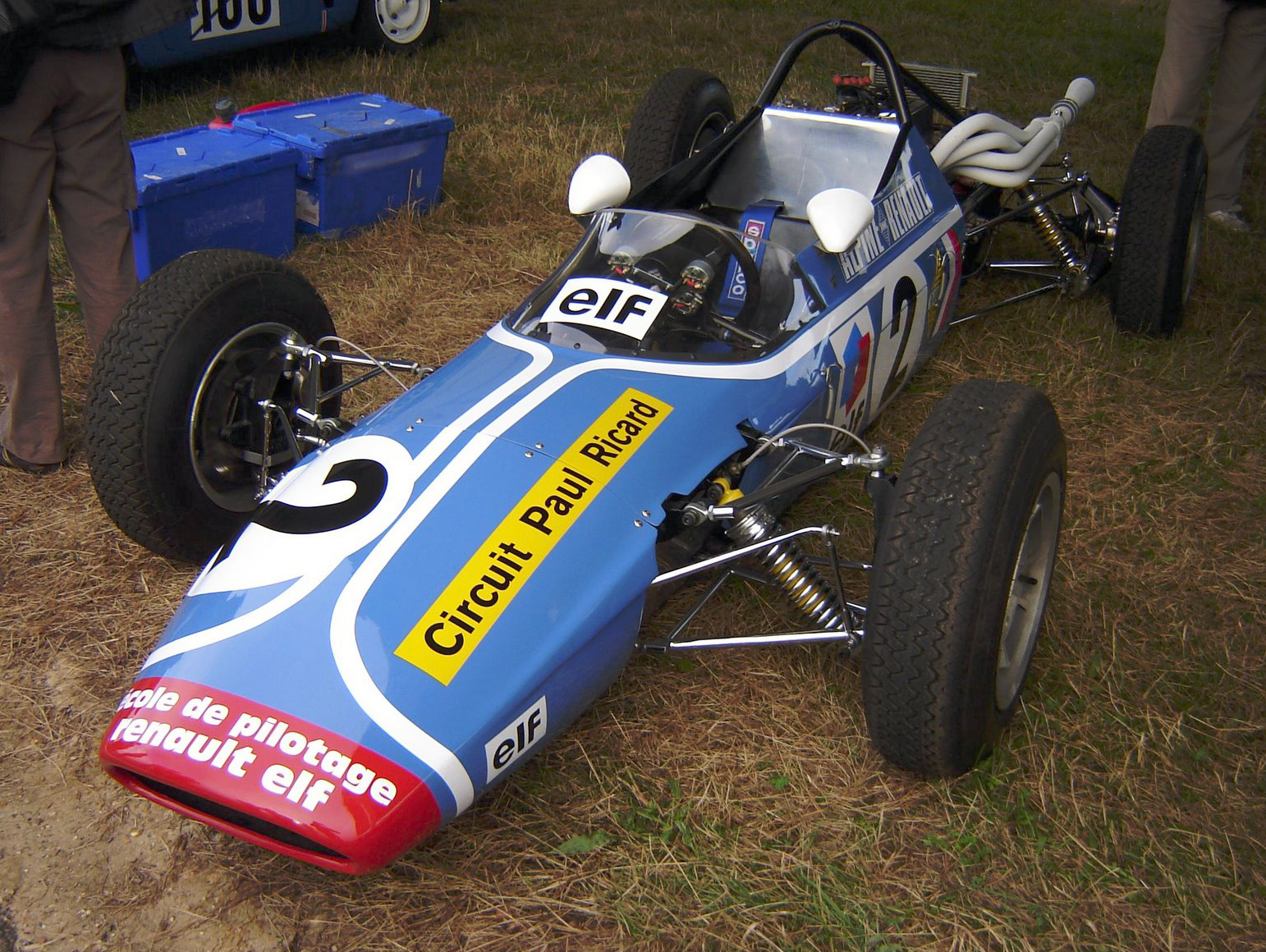
Alpine A362, wie ihn Philippe Vidal in der Elf Renault Racing Driver’s School einsetzte

Philippe Vidal (* 28. April 1941 in Marseille) ist ein ehemaliger französischer Autorennfahrer.

## Karriere im Motorsport
Philippe Vidal war in den 1960er-Jahren als Werksfahrer bei Alpine engagiert und ging neben Einsätzen in der Formel 3 auch beim 24-Stunden-Rennen von Le Mans an den Start.
Keiner der drei Le-Mans-Einsätze war von Erfolg gekrönt. Jedes Mal stoppte ein technischer Defekt an einem der eingesetzten Alpine-Rennwagen die Ambitionen. 1964 war es ein Getriebeschaden am Alpine M63, 1965 ein Motorschaden am Alpine M64 und 1967 musste der Alpine A210 wegen fehlenden Öldrucks abgestellt werden.
Nach dem Ende seiner Rennkarriere war Vidal Fahrlehrer in der Elf Renault Racing Driver’s School.

## Statistik

### Le-Mans-Ergebnisse
| Jahr | Team                           | Fahrzeug    | Teamkollege     | Platzierung | Ausfallgrund    |
| ---- | ------------------------------ | ----------- | --------------- | ----------- | --------------- |
| 1964 | Société des Automobiles Alpine | Alpine M64  | Henri Grandsire | Ausfall     | Getriebeschaden |
| 1965 | Société Automobiles Alpine     | Alpine M64  | Peter Revson    | Ausfall     | Motorschaden    |
| 1967 | Société des Automobiles Alpine | Alpine A210 | Leo Cella       | Ausfall     | kein Öldruck    |

### Einzelergebnisse in der Sportwagen-Weltmeisterschaft
| Saison | Team   | Rennwagen             | 1   | 2   | 3   | 4   | 5   | 6   | 7   | 8   | 9   | 10  | 11  | 12  | 13  | 14  | 15  | 16  | 17  | 18  | 19  | 20  |
| ------ | ------ | --------------------- | --- | --- | --- | --- | --- | --- | --- | --- | --- | --- | --- | --- | --- | --- | --- | --- | --- | --- | --- | --- |
| 1964   | Alpine | Alpine M64 Alpine M63 | DAY | SEB | TAR | MON | SPA | CON | NÜR | ROS | LEM | REI | FRE | CCE | RTT | SIM | NÜR | MON | TDF | BRI | BRI | PAR |
| 1964   | Alpine | Alpine M64 Alpine M63 |     |     |     |     |     |     |     |     | DNF | DNF |     |     |     |     |     |     |     |     |     |     |
| 1965   | Alpine | Alpine M64            | DAY | SEB | BOL | MON | MON | RTT | TAR | SPA | NÜR | MUG | ROS | LEM | REI | BOZ | FRE | CCE | OVI | NÜR | BRI | BRI |
| 1965   | Alpine | Alpine M64            |     |     |     |     |     |     |     |     |     |     |     | DNF | 11  |     |     |     |     |     |     |     |
| 1967   | Alpine | Alpine A210           | DAY | SEB | MON | SPA | TAR | NÜR | LEM | HOK | MUG | BRH | CCE | ZEL | OVI | NÜR |     |     |     |     |     |     |
| 1967   | Alpine | Alpine A210           |     |     |     | DNF |     |     |     |     |     |     |     |     |     |     |     |     |     |     |     |     |